# 大谷古墳 (和歌山市)
大谷古墳（おおたにこふん）は、和歌山県和歌山市大谷にある古墳。形状は前方後円墳。国の史跡に指定されている。

## 概要
築造時期は5世紀後半から6世紀初頭と考えられている。
紀ノ川河口地帯右岸、和泉山脈の南側山麓に築造され、前方部を南西に向ける。
発掘調査は、和歌山市教育委員会が京都大学研究室に委嘱し、1957年～1958年にかけて行われた。1978年11月5日、国の史跡に指定された。主体部出土遺物は、1982年6月5日、重要文化財に一括指定された。

## 規模・形状
- 全長 - 67 m
- 高さ - 6〜10 m
- 前方部の幅 - 48 m
- 後円部の直径 - 30 m

埴輪列が確認されている。

## 埋葬施設
後円部から阿蘇山の凝灰岩製の組合せ式家形石棺が出土している。石棺は、底石、4枚の側石、2枚繋ぎの蓋石で出来ている。蓋石は、屋根形をしており、2.96m×1.6mの大きさである。両側に6個の環状縄突起をつくってある。

## 被葬者
20歳から30歳くらいの人骨が出土している。紀氏一族の武将の奥都城（おくつき）と推定されている。紀ノ川下流域における5～6世紀の首長の墳墓は、左岸にある岩橋千塚古墳群であると考えられているので、本古墳の被葬者は別の首長と考えられる。

## 副葬品
大陸文化との関係が注目される。
- 石棺内出土品

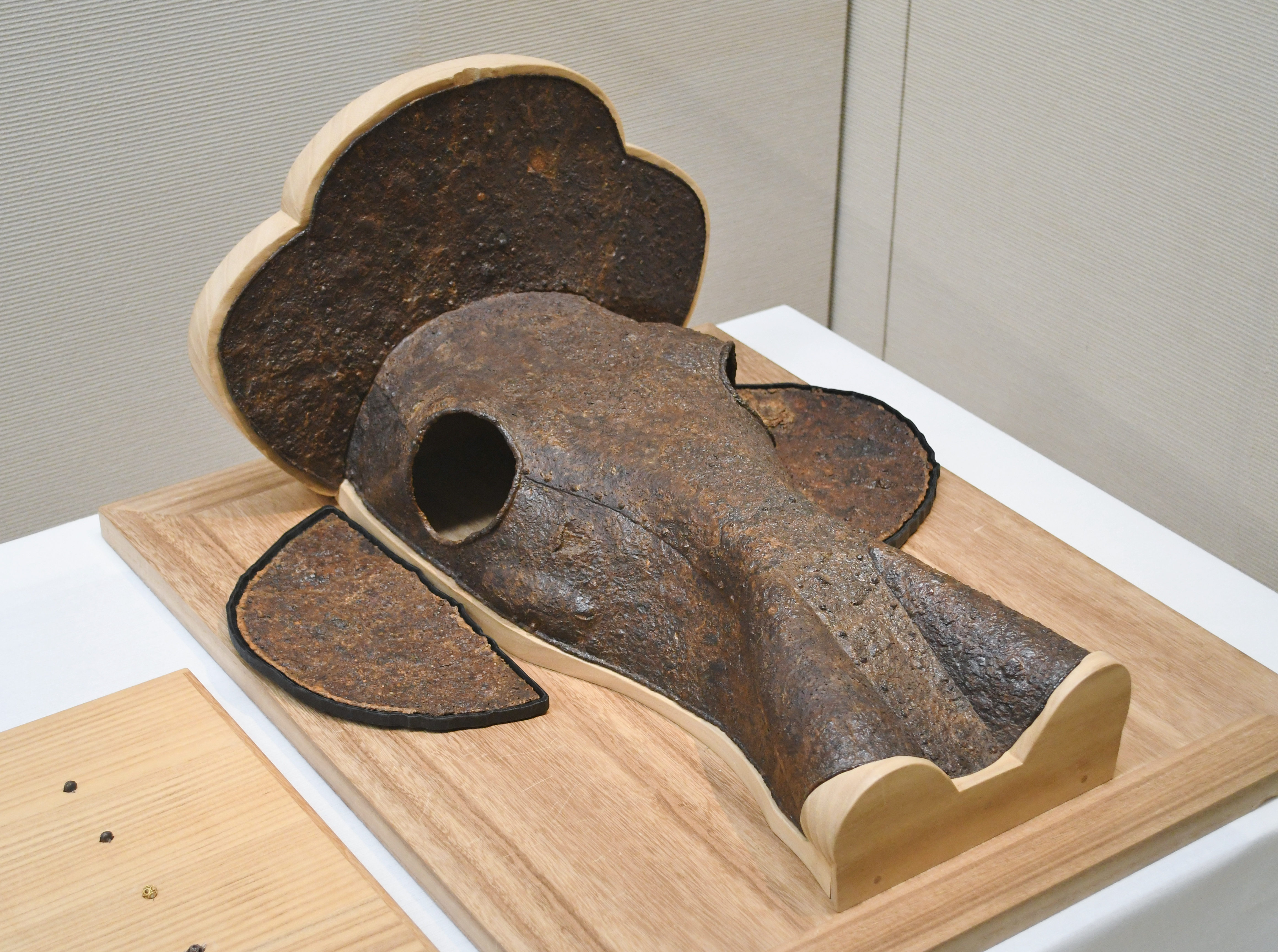
馬冑（国の重要文化財）和歌山市立博物館蔵、大阪歴史博物館企画展示時に撮影。

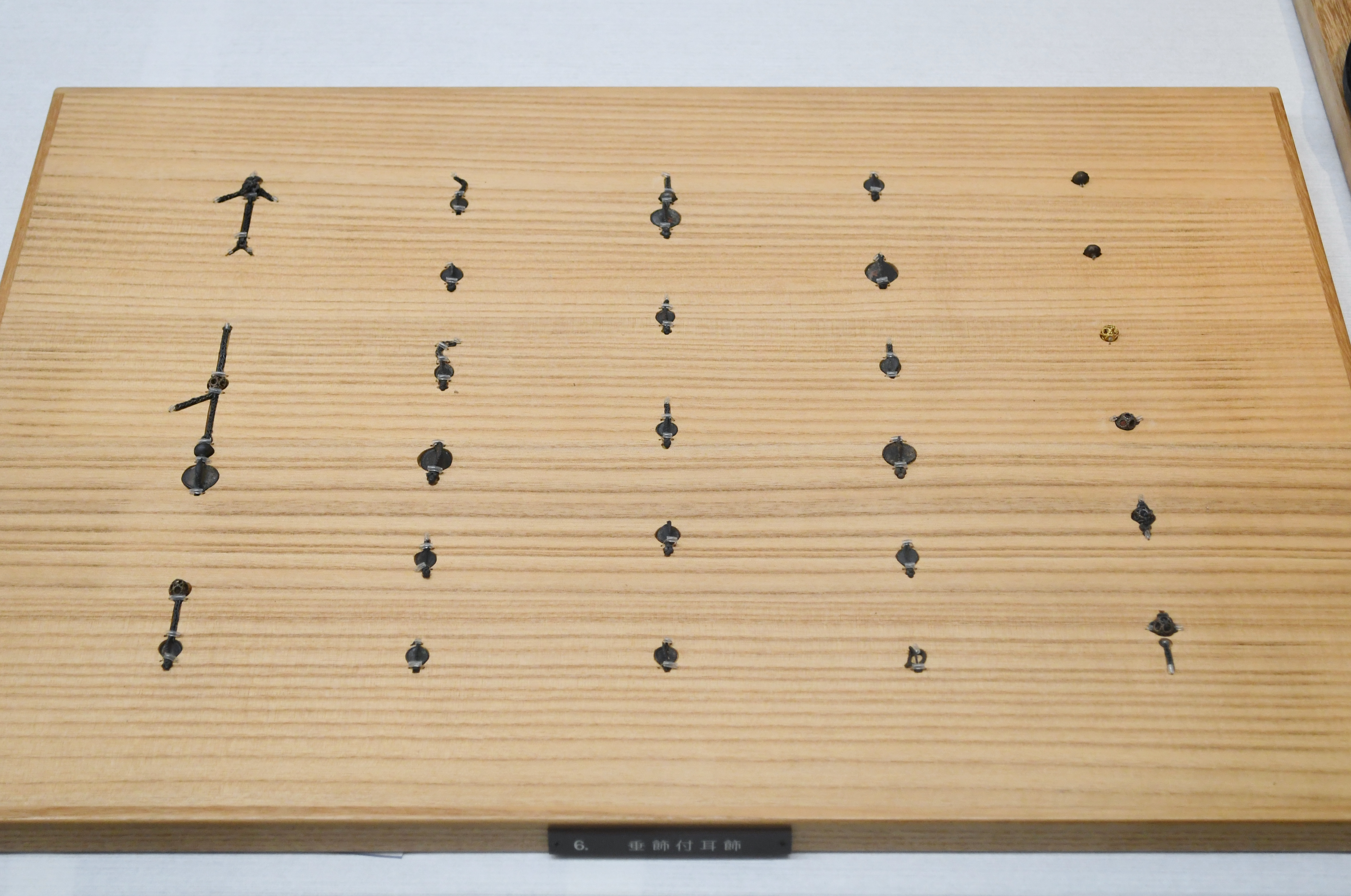
垂飾付耳飾（国の重要文化財）和歌山市立博物館蔵、大阪歴史博物館企画展示時に撮影。

  - 素文鏡（そもんきょう） - 小型の銅鏡で、直径26mm、31mm、34mmの3種類。
  - ガラス勾玉（まがたま）21個 - 装身具で、胴部が弧状に曲がっている。半透明の責緑色。長さは、22～23mm。
  - 鉄衝角付冑（てつしょうかくつきかぶと）1頭 - 横矧板鋲留式
- 石棺外出土品
  - 馬冑（ばちゅう）頬当て1頭 - 数枚の鉄板を鋲留めし、半筒形の面覆部、庇、頬当て。完成品出土は、日本唯一。（将軍山古墳で一部が出土）
- その他
  - 円筒埴輪 - 後円部の後方に並べられていた。発掘調査で39個出土したが、それ以前に7個採集されていた。ほとんどが、赤褐色の円筒埴輪である。
  - 石棺 - 後円部に竪穴式石室を設け、屋根形の蓋をもつ組合式石棺

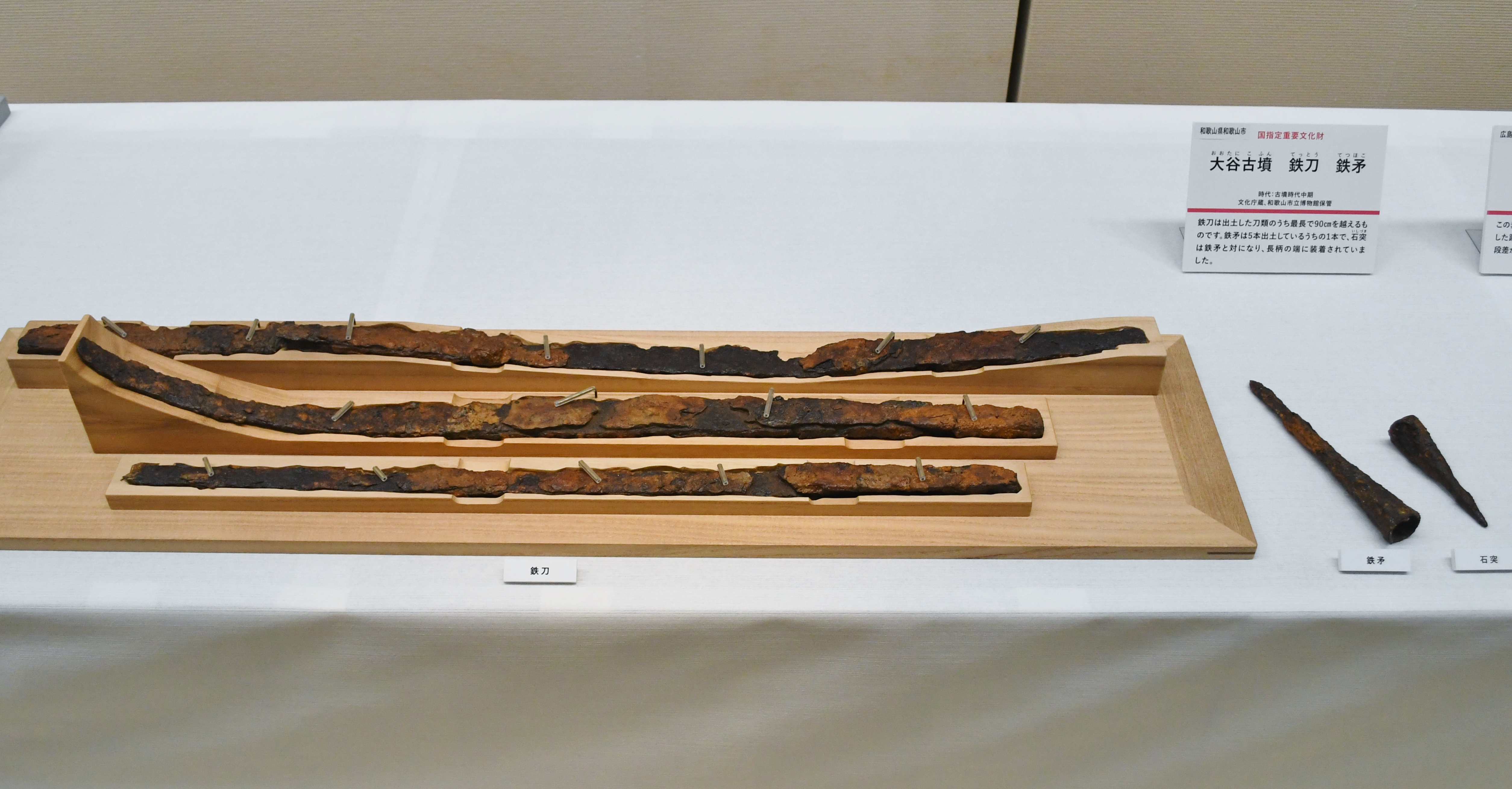
鉄刀・鉄矛（国の重要文化財） 和歌山市立博物館蔵、大阪歴史博物館企画展示時に撮影。
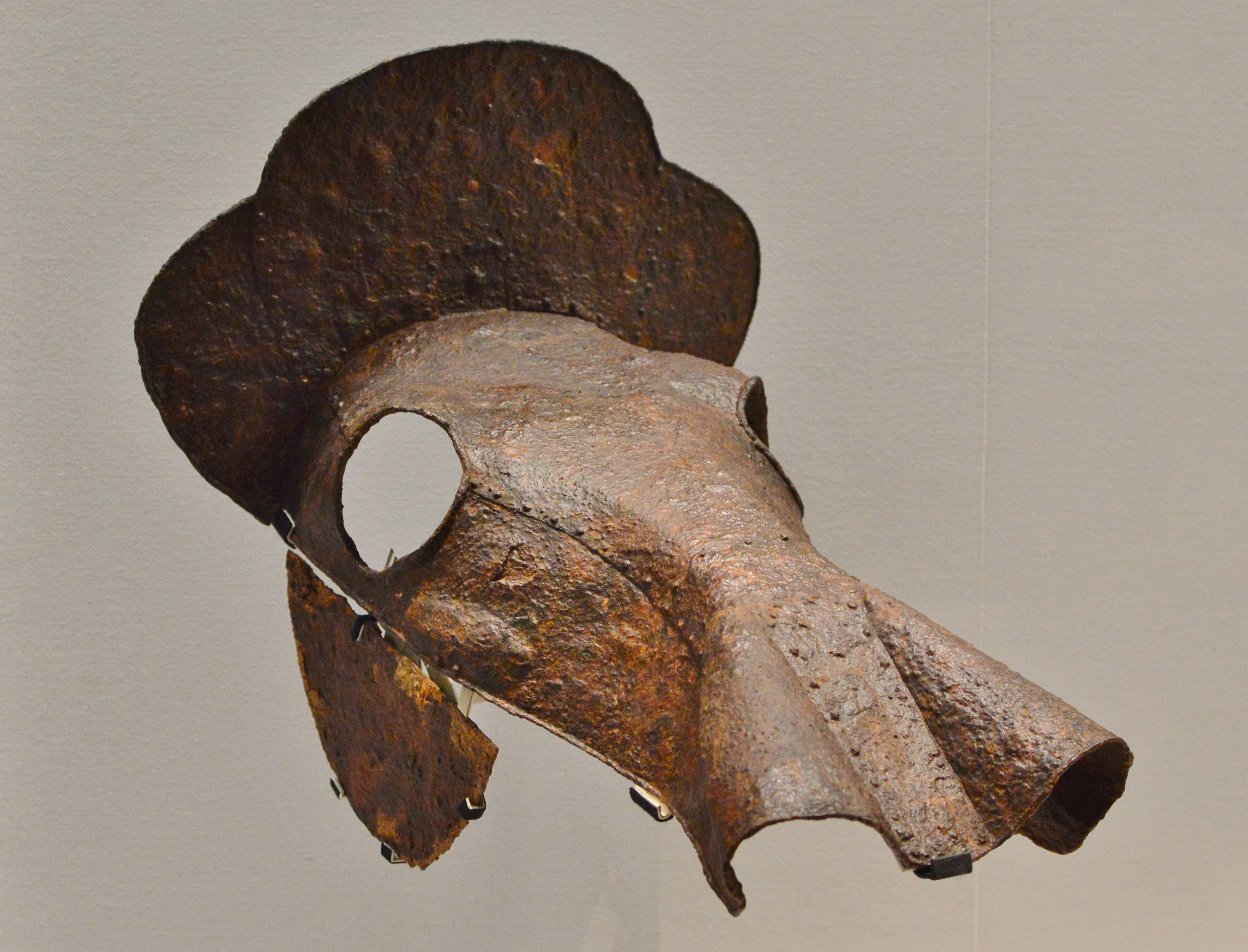
馬冑（複製） 東京国立博物館展示。

## 文化財

### 重要文化財（国指定）
- 紀伊大谷古墳出土品 一括（考古資料） - 日本国（文化庁）所有、和歌山市立博物館保管。1982年（昭和57年）6月5日指定[2]。

### 国の史跡
- 大谷古墳 - 1978年（昭和53年）11月15日指定[3]。